# 湯沢町 (秋田県)
湯沢町（ゆざわまち）は、秋田県雄勝郡にあった町。現在の湯沢市中心部にあたる。

## 地理
- 山：三本槍山、雌長子内山
- 河川：雄物川

## 歴史
- 1889年（明治22年）4月1日 - 町村制の施行により、近世以来の雄勝郡湯沢町が単独で自治体を形成。
- 1954年（昭和29年）3月31日 - 雄勝郡岩崎町・幡野村・弁天村・三関村・山田村と新設合併して湯沢市が発足。同日湯沢町廃止。

## 経済
農業
『大日本篤農家名鑑』によれば湯沢町の篤農家は、「鈴木慶之助、山田藤吉、奥山六右衛門、小川長右衛門、高久多兵衛、山脇慶助、藤本安太郎、京野兵右衛門」などである。

## 出身・ゆかりのある人物
- 2代目辻兵吉（秋田県多額納税者、秋田銀行、秋田貯蓄銀行各頭取、旧姓・山内）
- 2代目本間金之助（貴族院議員、秋田県多額納税者、第四十八銀行、秋田貯蓄銀行各頭取、旧姓・山内）
- 山内三郎兵衛（呉服太物商、秋田県多額納税者、京山合名会社理事）

## 交通

### 鉄道路線
- 日本国有鉄道（国鉄）
  - 奥羽本線：湯沢駅
- 羽後交通
  - 雄勝線：湯沢駅

### 道路
- 国道13号

現在は旧町域内に湯沢横手道路の湯沢インターチェンジが所在するが、当時は未開業。